# Fritz Rojka

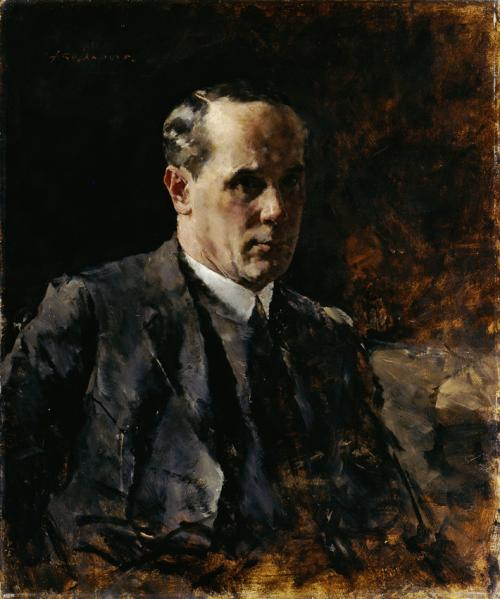
Selbstbildnis

Fritz Rojka (* 24. Dezember 1878 in Wien; † 14. März 1939 ebenda) war ein österreichischer Landschafts-, Porträt- und Genremaler.

## Leben
Nach dem Besuch der Graphischen Lehr- und Versuchsanstalt in Wien bei Joseph Eugen Hörwarter studierte Rojka von 1896 bis 1898 und von 1904 bis 1908 an der Wiener Kunstakademie bei Christian Griepenkerl und Franz Rumpler und wurde mit dem Spezialschul- und dem Rompreis (1908) ausgezeichnet. Rojka unternahm 1909 eine Reise nach Italien, besuchte Rom, Florenz und Venedig.
Er stellte ab 1908 auf den Ausstellungen des Wiener Künstlerhauses aus. 1914 wurde er zum Kriegsdienst einberufen. 1920 wurde er Mitglied der Genossenschaft der bildenden Künstler Wiens. 
Rojka erhielt 1926 den Künstlerhaus-Jubiläumspreis, 1927 die Goldene Ehrenmedaille des Künstlerhauses, 1929 den Rembrandt-Preis, 1934 den Gustav-Figdor-Preis, 1936 den Staatspreis, 1937 den Dumba-Ehrenpreis. 1937 und 1938 war er auf der Großen Deutschen Kunstausstellung in München vertreten.